# Деражичи
Деражичи (бел. Дзяра́жычы) — деревня в Бывальковском сельсовете Лоевского района Гомельской области Беларуси.
На западе граничит с лесом.

## География

### Расположение
В 25 км на юго-запад от Лоева, 81 км от железнодорожной станции Речица (на линии Гомель — Калинковичи), 125 км от Гомеля, в 1 км от границы с Украиной.

### Гидрография
На востоке река Днепр.

## Транспортная сеть
Транспортные связи по просёлочной, затем автомобильной дороге Брагин — Лоев. Планировка состоит из прямолинейной улицы, ориентированной с юго-запада на северо-восток, к которой с юга под острым углом присоединяется вторая улица. Застройка плотная, деревянная, усадебного типа.

## История
Обнаруженные археологами поселение (в 1 км на север от деревни) и бескурганный могильник 2-й половины 2 тыс. до н. э. (на территории поселения) свидетельствуют о заселении этих мест с давних времён. По письменным источникам известна с XVIII века. После 2-го раздела Речи Посполитой (1793 год) в составе Российской империи, в Речицком уезде Минской губернии. Действовала Свято-Николаевская церковь (в её архиве сохранялись метрические книги и списки прихожан с 1794 года). В 1828 году построено новое деревянное здание церкви, которое в 1848 и 1858 годах капитально ремонтировалось. В церкви имелось евангелие, изданное в Москве в 1735 году.
В 1864 году открыто народное училище. Была центром Деражицкой волости, в которую в 1885 году входили 10 селений с 690 дворами (9 мая 1923 года волость ликвидирована, а её территория присоединена к Брагинской и Лоевской волостям). В 1867-71 годах прошли антифеодальные выступления крестьян Деражицкой волости. Согласно переписи 1897 года действовали церковь, народное училище, магазин, трактир. Действовали пристань и переправа на Днепре, почтовое отделение.
С 8 декабря 1926 года до 25 марта 1965 года центр Деражицкого сельсовета Лоевского, с 25 декабря 1962 года Речицкого, с 30 июля 1966 года Лоевского районов Речицкого, с 9 июня 1927 года Гомельского (до 26 июля 1930 года) округов, с 20 февраля 1938 года в Гомельской области.
В 1930 году работали школа, изба-читальня, отделение потребительской кооперации. В 1931 году организован колхоз Большая Нива, работали ветряная мельница и кузница. Во время Великой Отечественной войны оккупанты создали в деревне свой гарнизон, разгромленный партизанами. В октябре 1943 года каратели сожгли 194 двора и убили 18 жителей. В боях за деревню и создание плацдарма на правом берегу реки Днепр в октябре 1943 года погибли 1259 советских солдат 61-й армии. В их числе Герои Советского Союза А. Дехканбаев, А. П. Евдокимов, Н. И. Михайлов, Ф. К. Попов, И. С. Перехода, В. Г. Пичугов, Б. В. Самсонов, И. Ургенишбаев, Н. Н. Ерёмушкин (похоронены в братской могиле на восточной окраине деревни, на правом берегу реки Днепр). 
Согласно переписи 1959 года в составе колхоза «Ленинский флаг» (центр — деревня Бывальки). Располагались 8-летняя школа, клуб, библиотека, фельдшерско-акушерский пункт, отделение связи, 2 магазина.

## Население

### Численность
- 1999 год — 97 хозяйств, 159 жителей.

### Динамика
- 1850 год — 62 двора, 285 жителей.
- 1885 год — 71 двор, 325 жителей.
- 1897 год — 147 дворов, 632 жителя (согласно переписи).
- 1908 год — 174 двора, 920 жителей.
- 1930 год — 194 двора, 910 жителей.
- 1940 год — 227 дворов.
- 1959 год — 542 жителя (согласно переписи).
- 1999 год — 97 хозяйств, 159 жителей.

## Достопримечательность
- Поселение (в 1 км на север от деревни) и бескурганный могильник 2-й половины 2 тыс. до н. э. (на территории поселения).
- Мемориальный комплекс. В боях за деревню и создание плацдарма на правом берегу реки Днепр в октябре 1943 года погибли 1259 советских солдат 61-й армии. В их числе Герои Советского Союза А. Дехканбаев, А. П. Евдокимов, Н. И. Михайлов, Ф. К. Попов, И. С. Перехода, В. Г. Пичугов, Б. В. Самсонов, И. Ургенишбаев, Н. Н. Ерёмушкин (похоронены в братской могиле на восточной окраине деревни, на правом берегу реки Днепр).

## Известные уроженцы
- Ф. М. Нечай — доктор исторических наук, профессор.